# TSPAN33
TSPAN33 (англ. Tetraspanin 33) – білок, який кодується однойменним геном, розташованим у людей на 7-й хромосомі. Довжина поліпептидного ланцюга білка становить 283 амінокислот, а молекулярна маса — 31 538.
| 10         |  | 20         |  | 30         |  | 40         |  | 50         |
| ---------- |  | ---------- |  | ---------- |  | ---------- |  | ---------- |
| MARRPRAPAA |  | SGEEFSFVSP |  | LVKYLLFFFN |  | MLFWVISMVM |  | VAVGVYARLM |
| KHAEAALACL |  | AVDPAILLIV |  | VGVLMFLLTF |  | CGCIGSLREN |  | ICLLQTFSLC |
| LTAVFLLQLA |  | AGILGFVFSD |  | KARGKVSEII |  | NNAIVHYRDD |  | LDLQNLIDFG |
| QKKFSCCGGI |  | SYKDWSQNMY |  | FNCSEDNPSR |  | ERCSVPYSCC |  | LPTPDQAVIN |
| TMCGQGMQAF |  | DYLEASKVIY |  | TNGCIDKLVN |  | WIHSNLFLLG |  | GVALGLAIPQ |
| LVGILLSQIL |  | VNQIKDQIKL |  | QLYNQQHRAD |  | PWY        |  |            |

A: Аланін

C: Цистеїн

D: Аспарагінова кислота

E: Глутамінова кислота

F: Фенілаланін

G: Гліцин

H: Гістидин

I: Ізолейцин

K: Лізин

L: Лейцин

M: Метіонін

N: Аспарагін

P: Пролін

Q: Глутамін

R: Аргінін

S: Серин

T: Треонін

V: Валін

W: Триптофан

Локалізований у клітинній мембрані, мембрані.